# فری!
فری! (به انگلیسی: Free!) مجموعه تلویزیونی انیمه ژاپنی است که توسط استودیو کیوتو انیمیشن تولید شده است. فصل اول در سال ۲۰۱۳ و فصل دوم در سال ۲۰۱۴ و فصل سوم در سال ۲۰۱۸ پخش شدند.

## داستان
داستان دربارهٔ یک دانش‌آموز دبیرستانی و یک شناگر با استعداد به نام هاروکا ناناسه است که پس از مواجهه شدن با رقیب دوران کودکی خود، تیم شنای دبیرستانش را احیا می‌کنند. او در کنار دوستانش در این تیم جمع می‌شوند تا برای مسابقات تمرین کنند.